# ミシェル・バンペリ
ミシェル・バンペリ（Michel Bampély、1974年10月8日生まれ）は、キエフ出身の歌手、詩人、社会学者、音楽プロデューサーであり、芸名はサン＝ミッシェル（Saint-Michel）。社会調査、音楽、スポークンワードの融合を特徴とする表現で知られる。

## 来歴

### 生い立ちと教育
キエフで生まれ、コンゴ系の家庭に育てられる。祖父は1960年代のコンゴ青少年・スポーツ大臣ミシェル・モンガリ、叔父は有名なルンバ作曲家マキシム・モンガリ。青年期をパリで過ごし、ヒップホップ文化に触れた後、社会学と現代文学を学び、EHESSでジャン＝ルイ・ファビアニのもとで博士号を取得。

### 音楽活動
1990年代末にグループ「La Troupe」を結成し、2000年に『La fête des fous』を発表。2011年にはスラムとフランス音楽を融合した『Les Rillettes du Mans』をリリース。2023年にはUniversal Music Africaより『Grand Enfant (Afro-Jazz Vol.1)』を発表。

### 公的活動
2024年6月、学問の自由を脅かす極右勢力への反対を示す公開書簡に、4000人以上の研究者と共に署名。書簡はL'Obs誌に掲載され、Scientifiques en rébellionによって起草された。

### 私生活
2022年より、詩人・アーティストのマドモワゼル・エフェリと結婚し、2児の父。デュオとしても活動しており、「Le Bal Blomet」などで共演。

## ディスコグラフィ
- La fête des fous (2000)
- Les Rillettes du Mans (2011)
- Grand Enfant (Afro-Jazz Vol.1) (2023)
- Les Infinis (Soul Jazz Poetry) (2025)